# Damian Lillard
Damian Lamonte Ollie Lillard Sr. (sinh ngày 15 tháng 7 năm 1990) là một cầu thủ bóng rổ chuyên nghiệp người Mỹ cho đội Milwaukee Bucks của Giải Bóng rổ Nhà nghề Mỹ (NBA). anh chơi bóng rổ cấp đại học cho Weber State Wildcats và lọt vào đội hình 3 toàn nước Mỹ năm 2012. Sau khi được Portland chọn với lượt thứ sáu trong NBA draft năm 2012, Lillard đã được bầu chọn là Tân binh NBA của năm. Với biệt danh "Dame Time", anh đã bảy lần được bình chọn là NBA All-Star và là một trong hai cầu thủ trong lịch sử  Trail Blazers, cùng với Clyde Drexler, trở thành All-Star ít nhất sáu lần.

## Sự nghiệp ở cấp Trung học
Lillard began his high school career at Arroyo High School in San Lorenzo, California, and joined the varsity starting lineup as a 5 ft 5 in (1,65 m) freshman. He sought to transfer when his coach did not return to the team. For his sophomore year, Lillard transferred to St. Joseph Notre Dame High School in Alameda, California, the same private school that had produced former NBA point guard Jason Kidd; but by year's end, a lack of playing time prompted Lillard to transfer schools yet again. He went on to play for coach Orlando Watkins at Oakland High School, where he was First Team All-League his junior and senior years. Over his junior campaign, Lillard averaged 19.4 points a night. As a senior, he averaged 22.4 points and 5.2 assists per game while leading the Oakland Wildcats to a 23–9 record.
Regarded only as a two-star prospect by Rivals.com, Lillard was not heavily recruited out of high school, but he accepted a scholarship offer to play for Weber State, a Big Sky Conference program in Ogden, Utah.
Lillard bắt đầu sự nghiệp trung học của mình tại trường trung học Arroyo ở San Lorenzo, California, và ngay lập tức gia nhập đội hình xuất phát ngay từ năm nhất dù chỉ cao 5 ft 5 in (1,65 m). Trong năm thứ hai của mình, Lillard chuyển đến trường Trung học St. Joseph Notre Dame ở Alameda, California, ngôi trường mà cựu sao NBA Jason Kidd đã từng theo học; nhưng đến cuối năm, việc không có nhiều phút chơi bóng mỗi trận đã khiến Lillard phải chuyển trường một lần nữa. Anh tiếp tục chơi cho huấn luyện viên Orlando Watkins tại trường trung học Oakland, nơi anh lọt vào danh sách First Team All-League những năm cuối cấp. Trong thời gian, anh ghi trung bình 22,4 điểm và 5,2 kiến tạo mỗi trận và dẫn dắt Oakland Wildcats đến kỷ lục W-L 23-9.
Chỉ được Rivals.com đánh giá mức độ triển vọng hai sao, Lillard không nhận được nhiều lời mời chơi bóng sau khi rời trường trung học, nhưng anh đã chấp nhận một đề nghị học bổng để chơi cho Weber State.

## Sự nghiệp Đại học
Trở thành sinh viên năm nhất tại Weber State, Lillard đạt trung bình 11,5 điểm mỗi trận và được vinh danh là Sinh viên năm nhất của năm và được vào đội hình toàn sao của Big Sky Conference. Trong năm thứ hai, anh đã nâng trung bình ghi điểm của mình lên 19,9 điểm mỗi trận và dẫn dắt Wildcats đến chức vô địch. Vào cuối mùa giải, Lillard được Big Sky vinh danh là Cầu thủ của năm cũng như được vinh danh ở đội hình toàn NCAA do hãng tin AP Associated Press bình chọn.
Trong năm 2010–11, Lillard dẫn đầu Big Sky về số điểm ghi được với 19,7 điểm mỗi game đấu trước khi dính chấn thương bàn chân mười trận trong mùa giải khiến anh phải ngồi ngoài trong phần còn lại của năm.
Lillard đạt trung bình 24,5 điểm và dẫn đầu quốc gia về số điểm trong suốt cả năm nhưng cuối cùng chỉ về thứ hai sau Reggie Hamilton của Đại học Oakland. Vào ngày 3 tháng 12 năm 2011, trong trận đấu với San Jose State, Lillard đã ghi được 41 điểm - cao nhất trong sự nghiệp đại học, bao gồm 1 cú three-point play để mang lại cho Weber State chiến thắng sau 2 hiệp phụ với tỉ số 91–89. Vào cuối năm đó, anh đã lần thứ 3 có tên trong đội hình toàn sao và giành được giải thưởng Cầu thủ xuất sắc nhất năm lần thứ hai của Big Sky. Lillard cũng từng lọt vào vòng chung kết của Giải thưởng Bob Cousy.
Được biết đến rộng rãi là hậu vệ dẫn bóng hàng đầu trong nước, Lillard quyết định bỏ qua mùa giải tiếp theo ở trường đại học của mình để tham gia NBA draft 2012. Anh kết thúc sự nghiệp đại học của mình với tư cách là người ghi điểm nhiều thứ 2 trong lịch sử Bang Weber (1.934 điểm) và người ghi điểm nhiều thứ 5 trong lịch sử Big Sky.

## Sự nghiệp cầu thủ chuyên nghiệp

### Portland Trail Blazers (2012–2023)

#### Mùa giải 2012–13: Tân binh của năm

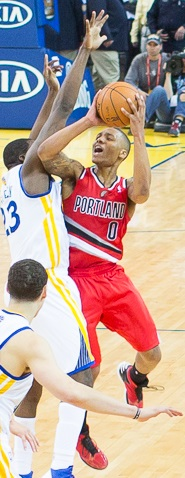
Lillard cố gắng nhảy ném qua người Draymond Green đội GSW vào tháng 1 năm 2013.

Lillard được chọn với lượt thứ sáu tại NBA Draft năm 2012 bởi Portland Trail Blazers. Trong trận mở màn mùa giải trước Los Angeles Lakers vào ngày 31 tháng 10, Lillard đã ghi 23 điểm và 11 pha kiến tạo để cùng với Oscar Robertson và Allen Iverson trở thành những cầu thủ duy nhất trong lịch sử NBA có ít nhất 20 điểm và 10 đường kiến tạo trong trận ra mắt NBA của họ. Ngoài ra, 11 pha kiến tạo của anh là nhiều nhất của một tân binh NBA trong trận đấu đầu tiên của anh kể từ Jason Kidd (11) vào năm 1994, và nhiều nhất từ trước đến nay của Trail Blazer. Lillard đã ghi điểm 15 lần không tính ném phạt (15 field goals), trong đó có 7 quả 3 điểm vào ngày 11 tháng 1 trước Golden State Warriors, nơi anh kết thúc trận đấu với 37 điểm, 6 rebound và 4 kiến tạo, cao nhất trong năm đầu tiên tại NBA. anh đã trở thành cầu thủ Trail Blazer đầu tiên giành chiến thắng trong một sự kiện tại Tuần lễ NBA All-Star, chiến thắng Thử thách kỹ năng (Skills Challenge). anh cũng đã tham gia Thử thách các ngôi sao đang lên (Rising Stars Challenge) và kết thúc với 18 điểm, 3 rebound và 5 pha kiến tạo trong 28 phút trên sân. Lillard đã trở thành tân binh NBA đầu tiên ghi được 35 điểm, 9 đường kiến tạo và không dính lỗi mất bóng (turnovers) trong một trận đấu kể từ khi turnovers trở thành một chỉ số từ mùa giải 1978–79 trong trận đấu với San Antonio Spurs vào ngày 8 tháng 3. Vào ngày 10 tháng 4 trước Lakers, Lillard đã ghi được 38 điểm - cao nhất mùa. anh đã giành được danh hiệu Western Conference Rookie of the Month tháng đó, trở thành một trong tám cầu thủ giành được danh hiệu NBA Rookie of the Month kể từ giải thưởng khai mạc vào năm 1981–82. anh đứng thứ 5 tại NBA về số quả ném 3 được thực hiện, đứng thứ 12 về số điểm mỗi trận, đứng thứ 16 về số lần kiến tạo mỗi trận và đứng ở vị trí thứ 23 về tỷ lệ ném phạt. anh là một trong 10 cầu thủ NBA ghi được 1.500 điểm, và anh dẫn đầu tất cả các tân binh về ghi điểm (19.0 ppg), kiến tạo (6.5 apg), field goals (553) và ném phạt (271).
Với trung bình 19,0 điểm, 3,1 rebounds, 6,5 kiến tạo, 0,90 cướp bóng và 38,6 phút trong 82 trận (tất cả đều từ vị trí xuất phát), Lillard không chỉ giành được giải thưởng Tân binh NBA của năm mà còn cùng với Blake Griffin (2011), David Robinson (1990), và Ralph Sampson (1984) là người chiến thắng với 100% phiếu bầu. Anh cũng cùng với Oscar Robertson và Allen Iverson trở thành tân binh duy nhất trong lịch sử NBA đạt hơn 1.500 điểm và 500 đường kiến tạo trong một mùa giải. Lillard trở thành cầu thủ Trail Blazer thứ tư trong lịch sử giành được danh hiệu Tân binh của năm tại NBA và là một trong hai người từng kết thúc mùa giải với ít nhất 1.500 điểm và 500 đường kiến tạo (người còn lại là Clyde Drexler trong các năm 1986–87 và 1991–92). Trong những phân tích khác, anh còn phá kỷ lục tân binh mọi thời đại của NBA về số lần 3 điểm trong một mùa giải (185), vượt qua 166 lần 3 điểm của Stephen Curry trong mùa 2009–10; trở thành người dẫn đầu Portland với nhiều cú 3 điểm nhất trong một mùa giải, phá vỡ kỷ lục 181 điểm của Damon Stoudamire trong các năm 2004–05; và trở thành tân binh đầu tiên dẫn đầu NBA về tổng số phút thi đấu (3.167) kể từ Elvin Hayes mùa giải 1968–69.

#### Mùa giải 2013–14: Tham dự All-Star lần đầu tiên
Trong trận mở màn mùa giải vào ngày 30 tháng 10, Lillard đã ghi được 32 điểm trước Phoenix Suns. anh đã ghi được 32 điểm lần thứ hai vào ngày 7 tháng 12 trước Dallas Mavericks. Vào ngày 17 tháng 12, anh có 36 điểm, 10 đường kiến tạo và 8 lần rebound trước Cleveland Cavaliers. Ngày hôm sau, anh lại có 36 điểm lần thứ hai liên tiếp trước Minnesota Timberwolves. Vào ngày 7 tháng 1, trong trận thua 123–119 trước Sacramento Kings, Lillard đã ghi được 41 điểm - cao nhất trong sự nghiệp, trong đó có 26 điểm trong hiệp 4 để phá vỡ kỷ lục của Portland về số điểm nhiều nhất trong bất kỳ hiệp đấu nào. Vào ngày 7 tháng 2, anh ghi 38 điểm trước Indiana Pacers. Trong sự kiện Tuần lễ All-Star, Lillard trở thành cầu thủ đầu tiên trong lịch sử NBA tham gia cả năm sự kiện: Thử thách Ngôi sao đang lên, Thử thách Kỹ năng, Cuộc thi Ba điểm, Cuộc thi Slam Dunk và Trận đấu All-Star.
Lillard tiếp tục chơi chính tất cả 82 trận trong năm thứ hai và ghi trung bình 20,7 điểm, 5,6 kiến tạo và 3,5 rebounds mỗi trận. Portland về thứ năm tại Bảng xếp hạng Miền Tây (Western Conference) với thành tích 54–28 và đối mặt với Houston Rockets ở vòng đầu tiên của vòng loại trực tiếp NBA Playoffs 2014. Trong ván 1 của loạt trận này, Lillard đã ghi được 31 điểm và 9 lần rebound để giúp đưa Portland giành chiến thắng trong hiệp phụ 122–120 trước Houston. Trong ván 6 của loạt trận, Lillard trở thành cầu thủ đầu tiên thực hiện cú buzzer beater để giành chiến thắng trong loạt trận playoff kể từ khi John Stockton của Utah gặp Houston năm 1997. Cú 3 điểm của Lillard khi hết thời gian đã giúp Portland giành chiến thắng 99–98 trước Houston, khi anh kết thúc với 25 điểm để đưa Trail Blazers giành chiến thắng đầu tiên trong loạt trận playoff kể từ năm 2000. Trail Blazers sau đó để thua trong năm trận trước San Antonio Spurs ở vòng hai. Lillard đã có một trận đấu hay nhất sê-ri trong Ván 4 với việc ghi 25 điểm, giúp Trail Blazers giành chiến thắng trong trận đấu duy nhất trong sê-ri. Vào cuối mùa giải, Lillard được gọi tên vào Đội hình thứ ba toàn NBA.

#### Mùa giải 2014–15
Lại là mùa giải thứ ba liên tiếp Lillard chơi chính tất cả 82 trận cho Trail Blazers. anh đạt mức điểm trung bình cao nhất trong sự nghiệp về số điểm, rebounds, cướp bóng và tỷ lệ ghi bàn, nhưng lại đạt mức trung bình ném 3 điểm thấp nhất trong sự nghiệp (34%). anh ghi điểm tốt trong hai tháng đầu mùa giải, trước khi vật lộn với việc ghi điểm từ tháng Giêng trở đi. Mặc dù vậy, anh đã lập kỷ lục cho nhiều cú 3 điểm nhất trong ba mùa giải đầu tiên của một cầu thủ, dẫn đầu toàn đội ở Win Shares và đứng thứ hai ở tỉ lệ PER. Vào ngày 19 tháng 12 năm 2014, anh ghi được 43 điểm - cao nhất trong sự nghiệp trong chiến thắng ba hiệp 129–119 trước San Antonio Spurs. Bốn ngày sau, anh đã ghi 40 điểm trước Oklahoma City Thunder. Vào ngày 5 tháng 1 năm 2015, anh đã có một nỗ lực 39 điểm trước Los Angeles Lakers. Vào ngày 8 tháng 2 năm 2015, Lillard đã được chọn để thay thế cho Blake Griffin bị chấn thương trong NBA All-Star Game 2015. Vào ngày 4 tháng 3 năm 2015, Lillard đã ghi được 18 rebound - đỉnh cao trong sự nghiệp trong chiến thắng 98-93 trước Los Angeles Clippers. Trail Blazers kết thúc mùa giải với tư cách là hạt giống thứ tư tại miền Tây với thành tích 51-31. Họ phải đối mặt với Memphis Grizzlies ở vòng đầu tiên của vòng loại trực tiếp, nơi họ để thua trong năm trận. Lillard chỉ có tỉ lệ 16% 3 điểm trong suốt chuỗi, ném trúng 5 trong tổng số 31 quả 3 điểm, bao gồm cả tỉ lệ 0-6 trong Game 1.

#### Mùa giải 2015–16: Được lựa chọn vào Đội hình 2 toàn NBA

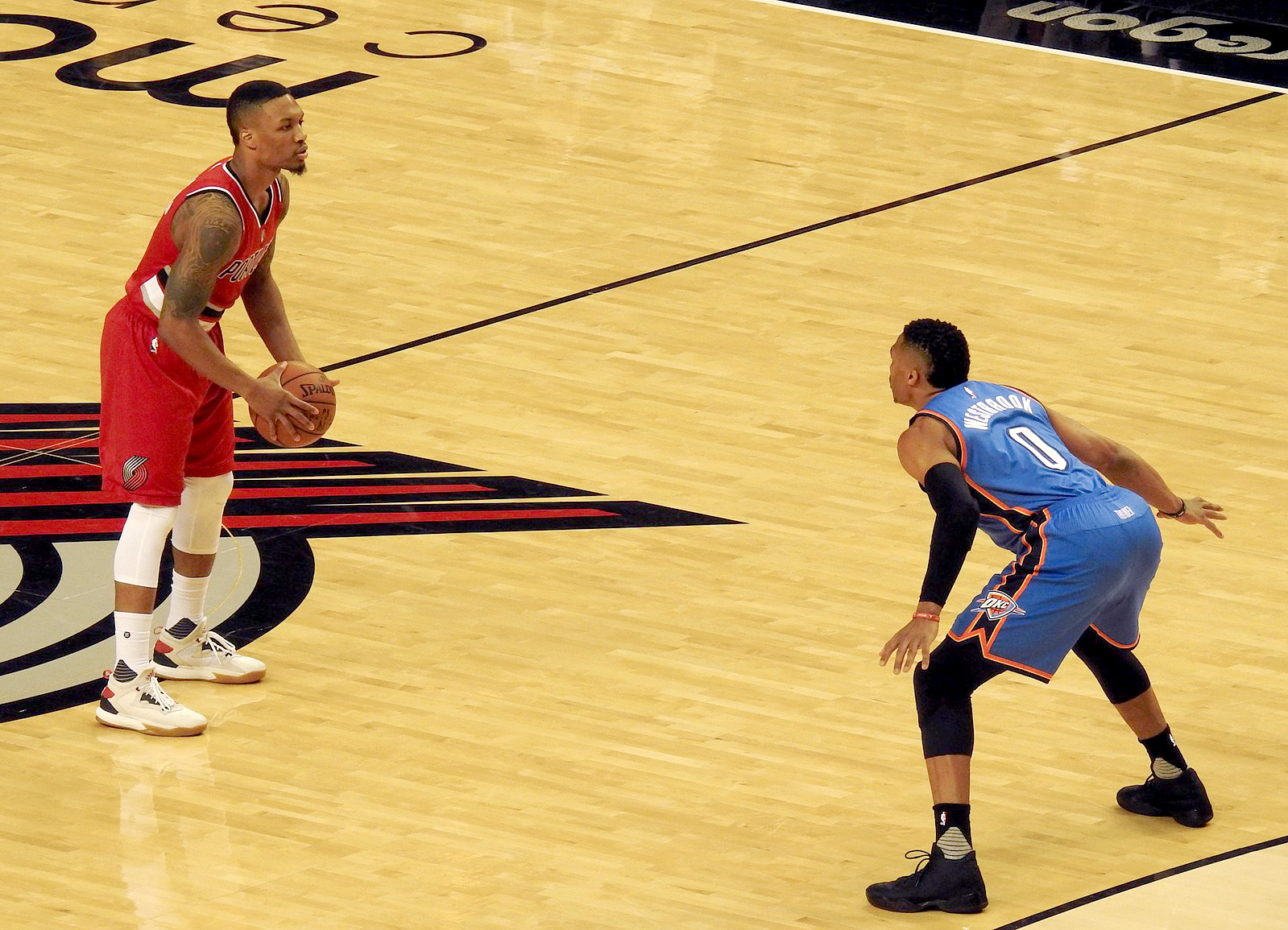
Lillard cầm bóng đứng trước Russell Westbrook trong 1 trận đấu với Oklahoma City Thunder tháng 1 năm 2016.

Vào ngày 9 tháng 7 năm 2015, Lillard ký hợp đồng gia hạn 5 năm trị giá 120 triệu đô la với Trail Blazers. Vào ngày 28 tháng 10 năm 2015, Lillard ghi được 21 điểm và 11 pha kiến tạo trong chiến thắng mở màn mùa giải trước New Orleans Pelicans. Một pha lập công ba điểm của anh trong trận đấu là pha ghi điểm thứ 600 trong sự nghiệp, giúp anh trở thành cầu thủ NBA nhanh nhất trong lịch sử đạt được cột mốc này (247 trận). Ngoài ra, 11 pha kiến tạo của Lillard đã giúp anh có 1.500 kiến tạo trong sự nghiệp, giúp anh trở thành cầu thủ Trail Blazer đạt cột mốc này nhanh nhất kể từ Terry Porter (mùa giải 1987–88, 215 trận). Trong trận đấu tiếp theo vào ngày 30 tháng 10 với Phoenix Suns, Lillard trở thành cầu thủ đạt 5.000 điểm và 1.500 kiến tạo (248 trận) nhanh nhất kể từ Derrick Rose (240 trận).
Vào ngày 12 tháng 12, trong trận thua New York Knicks, Lillard đã trở thành cầu thủ Blazer đầu tiên kể từ Clyde Drexler năm 1991–92 ghi được 600 điểm và 150 pha kiến tạo trong 25 trận đầu tiên của đội. Vào ngày 21 tháng 12, Lillard đã bỏ lỡ trận đấu đầu tiên trong sự nghiệp của mình vì bệnh viêm cân gan chân trái, chấm dứt chuỗi trận thi đấu 275 trận liên tiếp của anh. Đối tác hàng ngoài của anh CJ. McCollum cũng bỏ lỡ trận đấu, khiến Trail Blazers không có hai cầu thủ ghi bàn hàng đầu của họ để đối mặt với Atlanta Hawks, sau đó thua cuộc 106–97. anh đã bỏ lỡ thêm sáu trận đấu nữa vì chấn thương, trở lại thi đấu vào ngày 4 tháng 1 trong trận đấu với Memphis Grizzlies và ghi được 17 điểm và 7 pha kiến tạo trong trận thua 91–78. Vào ngày 8 tháng 1, anh ghi được 40 điểm cao nhất mùa giải sau trận thua Golden State Warriors. Vào ngày 18 tháng 1, trong chiến thắng trước Washington Wizards, anh đã ghi điểm số thứ 2.000 tại NBA, là một trong tám cầu thủ duy nhất đạt được cột mốc đó kể từ khi anh tham gia giải đấu mùa 2012–13. Vào ngày 26 tháng 1, trong chiến thắng trước Sacramento Kings, Lillard đã ghi 15 điểm và 13 pha kiến tạo ra cú double-double thứ 10 trong mùa giải, một đỉnh cao trong sự nghiệp. Vào ngày 19 tháng 2, anh ghi được 51 điểm cao nhất trong sự nghiệp trong chiến thắng 137–105 trước Golden State Warriors. Anh trở thành cầu thủ đầu tiên trong lịch sử NBA có ít nhất 50 điểm, bảy pha kiến tạo và sáu lần cướp bóng kể từ khi vụ cướp bóng (steals) trở thành một thống kê chính thức vào năm 1973–74. Hai ngày sau, anh ghi được 30 điểm trước Utah Jazz, trở thành cầu thủ Blazer đầu tiên ghi ít nhất 30 điểm trong 4 trận liên tiếp kể từ khi Drexler lập được kỳ tích vào năm 1991. anh đã kéo dài chuỗi đó lên 5 trong trận đấu tiếp theo của đội vào ngày 23 tháng 2 với Brooklyn Nets. Trong 300 trận đầu tiên tại NBA, Lillard ghi trung bình 21,2 điểm và 6,2 kiến tạo mỗi trận. Chỉ có bốn cầu thủ khác trong lịch sử NBA có trung bình 21 điểm và sáu đường kiến tạo trong 300 trận đầu tiên của họ: Oscar Robertson (30,2 và 10,3), Nate Archibald (24,5 và 8,4), LeBron James (26,7 và 6,4) và Dwyane Wade (24,0 và 6,4). Vào ngày 4 tháng 3, anh có trận đấu 50 điểm thứ hai trong mùa giải trong trận thua 117-115 trước Toronto Raptors.
Vào ngày 8 tháng 3, Lillard có 41 điểm và 11 pha kiến tạo trong chiến thắng trong hiệp phụ 116–109 trước Washington Wizards, trận thứ 15 liên tiếp của anh ghi trên 20 điểm. anh cũng có pha kiến tạo thứ 400 trong mùa giải, giúp anh trở thành cầu thủ Trail Blazer đầu tiên có hơn 400 pha kiến tạo. Trong trận hạ màn mùa giải của Trail Blazers vào ngày 13 tháng 4 trước Denver Nuggets, Lillard đã ghi điểm số ném 3 thứ 827 trong sự nghiệp, vượt qua kỷ lục của Portland từ Wesley Matthews là 826. Lillard kết thúc mùa giải thường niên với trung bình 25,1 điểm mỗi trận, trong khi CJ McCollum đạt trung bình 20,8 - khiến họ trở thành những người đầu tiên trong lịch sử của Blazers đạt trung bình 20 điểm trở lên cho mỗi người. Lillard cũng trở thành cầu thủ Blazer thứ ba đạt trung bình trên 25 điểm, cùng với Drexler và Kiki Vandeweghe. Trong Cuộc đua MVP 2016, anh đứng thứ 8 với 26 điểm trong tổng số 1310 điểm có thể đạt được.
Sau khi đánh bại Los Angeles Clippers ở vòng đầu tiên của playoffs, Trail Blazers tiếp tục đối mặt với Golden State Warriors ở vòng hai. Trong ván 3 của loạt trận, Lillard ghi 40 điểm và 10 đường kiến tạo để giúp Trail Blazers giành chiến thắng 120–108, cắt lợi thế của Warriors trong loạt trận xuống còn 2–1. Trail Blazers tiếp tục để thua chuỗi năm trận.

#### Mùa giải 2016–17
Trong trận mở màn mùa giải của Trail Blazers vào ngày 25 tháng 10 năm 2016, Lillard đã ghi 39 điểm, ném trúng 13/20 quả, cũng như 9 rebounds và 6 kiến tạo trong chiến thắng 113–104 trước Utah Jazz. Với pha kiến tạo đầu tiên trong trận đấu, Lillard đã vượt qua Jim Paxson ở vị trí thứ sáu trong danh sách (2.008). Bốn ngày sau, anh ghi được 37 điểm, bao gồm 1 cú floater qua đầu khi còn lại chưa đầy một giây trong hiệp phụ, để dẫn dắt Trail Blazers giành chiến thắng 115–113 trước Denver Nuggets. Với 27 điểm trước Phoenix Suns vào ngày 2 tháng 11, Lillard trở thành cầu thủ NBA đầu tiên ghi được 27 điểm trở lên trong 5 trận đầu mùa giải của đội anh kể từ Kobe Bryant vào năm 2005–06. 163 điểm của Lillard trong năm trận đầu tiên của mùa giải là số điểm nhiều nhất mà một cầu thủ Blazer từng có để bắt đầu một mùa giải. Hai ngày sau, Lillard ghi 27 trong tổng số 42 điểm - cao nhất mùa giải của anh chỉ trong hiệp hai của chiến thắng 105–95 của Trail Blazers trước Dallas Mavericks. Với 38 điểm vào ngày 8 tháng 11 trước Phoenix, Lillard đã có 262 điểm trong tám trận đầu tiên của mùa giải, nhiều nhất qua tám trận đầu tiên của một mùa giải trong lịch sử. Đó cũng là thành tích lớn nhất của một cầu thủ NBA kể từ khi Bryant có 264 bàn qua tám trận đầu tiên trong giai đoạn 2009–10.
Lillard đã đạt kỷ lục 695 điểm trong 25 trận đầu tiên của Blazers trong mùa giải, làm lu mờ mốc 681 của Clyde Drexler trước đó vào năm 1988. Anh tiếp tục bỏ lỡ 5 trận từ ngày 26 tháng 12 đến ngày 4 tháng 1 sau khi bị bong gân mắt cá chân trái trong trận gặp San Antonio vào ngày 23 tháng 12. Vào ngày 28 tháng 1 trong trận đấu với Golden State, Lillard đạt 8.000 điểm sự nghiệp, trở thành cầu thủ Blazer thứ 11 đạt được cột mốc này và cùng với Michael Jordan và LeBron James là ba cầu thủ duy nhất đạt 8.000 điểm và 2.000 kiến tạo trong năm mùa giải đầu tiên của họ. Vào ngày 19 tháng 3, Lillard đã ghi được 49 điểm - cao nhất mùa giải, kết thúc trận đấu với chín cú ném ba điểm, giúp Trail Blazers vượt qua Miami Heat với tỷ số 115–104. Vào ngày 3 tháng 4 năm 2017, anh được vinh danh là Play of the Month tại Western Conference. Sau đó, Trail Blazers đã đạt chuỗi thắng 13–3 - tốt nhất NBA vào tháng 3 để vươn lên vị trí thứ tám trong bảng xếp hạng miền Tây. Lillard xếp thứ ba tại NBA về ghi điểm (29,1 điểm mỗi trận) và đứng thứ tư trong số các cú 3 điểm được thực hiện (55) với 6,0 kiến tạo, 4,4 rebounds và 1,44 cướp bóng trong 16 trận. Năm ngày sau, Lillard đã đạt kỷ lục 59 điểm với chín cú ba điểm để dẫn dắt Trail Blazers giành chiến thắng 101–86 trước Jazz. Đó là trận đấu thứ 27 của Lillard trong mùa giải với 30 điểm trở lên. anh cũng trở thành cầu thủ Blazer thứ năm ghi được hơn 2.000 điểm trong một mùa giải. Sau 10 trận dưới tỉ lệ dưới.500 tại kỳ nghỉ All-Star, Lillard đã giúp Trail Blazers tạo chuỗi thắng 18–8 vào cuối mùa giải để giúp họ trở thành hạt giống số 8 tại miền Tây với thành tích 41–41. Họ đối đầu với Golden State Warriors năm thứ hai liên tiếp ở vòng loại trực tiếp, lần này là ở vòng đầu tiên. Portland tiếp tục để thua trong loạt trận playoff bất chấp nỗ lực 34 điểm của Lillard trong Game 4. Trong chuỗi trận, Lillard có trung bình 27,8 điểm, 4,5 rebounds, 3,3 kiến tạo và 1,3 lần cướp bóng mỗi trận trong khi tỉ lệ ném đạt 43%, 28% từ vòng ngoài, và 96% từ đường ném phạt. Vào ngày 2 tháng 5 năm 2017, anh nhận được Giải thưởng Magic Johnson cho mùa giải 2016–17.

#### Mùa giải 2017–18: Được chọn vào đội hình 1 toàn All-NBA
Vào ngày 28 tháng 10 năm 2017, trong chiến thắng 114–107 trước Phoenix Suns, Lillard đã đạt được cột mốc 9.000 điểm trong hiệp thứ ba. Với 402 trận đấu trong sự nghiệp, Lillard trở thành cầu thủ Blazer đạt 9000 điểm nhanh nhất. Vào ngày 15 tháng 11, anh có 26 điểm, 11 rebounds và 7 kiến tạo trong chiến thắng 99–94 trước Orlando Magic. Trong trận đấu, anh đã vượt qua Mychal Thompson (9.215 điểm) để đứng thứ tám trong danh sách những người ghi bàn của mọi thời đại. Vào ngày 27 tháng 11, anh ghi được 32 điểm trong chiến thắng 103–91 trước New York Knicks. Anh kết thúc trận đấu với 2.575 đường kiến tạo trong sự nghiệp, vượt qua Rod Strickland để đứng thứ 4 trong danh sách kiến tạo trong sự nghiệp của Portland. Lillard cũng cùng với Clyde Drexler và Terry Porter trở thành những cầu thủ duy nhất trong lịch sử lọt vào top 10 về ghi bàn và top 5 về kiến tạo. Vào ngày 9 tháng 12, anh lập kỷ lục với 9 quả 3 điểm và ghi được 35 điểm trong trận thua 124–117 trước Houston Rockets. Hai ngày sau, anh ghi được 39 điểm - cao nhất mùa giải với năm lần 3 điểm trong trận thua 111–104 trước Golden State Warriors. Lillard dính chấn thương gân khoeo vào cuối tháng 12 trước khi bị căng bắp chân phải vào đầu tháng 1. Vào ngày 12 tháng 1, anh ghi 23 điểm trong trận thua 119–113 trước New Orleans Pelicans. Anh đứng thứ bảy trong lịch sử khi ghi được 9.753 điểm, vượt qua Geoff Petrie (9.732). Vào ngày 22 tháng 1, Lillard được vinh danh là Cầu thủ xuất sắc nhất miền Tây cho các trận đấu diễn ra từ ngày 15 đến 21 tháng 1. Đó là lần thứ tư trong sự nghiệp anh dành giải Cầu thủ xuất sắc nhất tuần. Một ngày sau, anh được xướng tên ở vị trí dự bị cho đội hình All-Star miền Tây. Vào ngày 2 tháng 2, anh ghi 32 điểm trong trận thua 130–105 trước Toronto Raptors, trở thành cầu thủ nhanh nhất trong lịch sử đạt 10.000 điểm trong sự nghiệp của mình. Anh trở thành cầu thủ thứ tám có được 10.000 điểm và 2.500 đường kiến tạo trong sáu mùa giải đầu tiên, cùng với Michael Jordan, LeBron James, Larry Bird, Nate Archibald, Pete Maravich, Dave Bing và Oscar Robertson. Vào ngày 9 tháng 2, trong chiến thắng 118–100 trước Sacramento Kings, Lillard đã ghi được 50 điểm - cao nhất mùa giải trong 29 phút - trận đấu có 50 điểm thứ tư trong sự nghiệp của anh. anh ghi được 22 điểm trong hiệp thứ ba trước khi ngồi ngoài toàn bộ hiệp thứ tư. anh đã ném 16 trong tổng số 26 cú ném từ sân với 8 quả 3 điểm vào cả 10 trong số 10 quả ném phạt. Vào ngày 14 tháng 2, anh có 44 điểm và 8 pha kiến tạo trong chiến thắng 123–117 trước Warriors. Vào ngày 24 tháng 2, anh đã giúp đội vượt lên dẫn trước khi còn 0,9 giây và kết thúc với 40 điểm cao nhất trận trong chiến thắng 106–104 trước Suns. Mười chín trong số 40 điểm của anh có được trong hiệp thứ tư, khi anh giúp Trail Blazers giảm cách biệt từ 15 xuống 7 điểm trong vòng nửa phút. Trong năm trận từ ngày 9 đến ngày 24 tháng 2, Lillard đã ghi được 197 điểm - số điểm cao nhất đối với Blazer trong suốt năm trò chơi trong lịch sử. Lillard ghi trung bình 31,4 điểm mỗi trận trong tháng Hai, vượt qua mức trung bình ghi bàn cao nhất trong bất kỳ tháng nào trong lịch sử Portland. Anh đã vượt qua kỷ lục 30,4 điểm của Geoff Petrie vào tháng 3 năm 1971. Vào ngày 3 tháng 3 trong trận đấu với Oklahoma City Thunder, Lillard đã thực hiện ít nhất một pha ném 3 thành công trong trận thứ 45 liên tiếp, một kỷ lục. Với 9 pha kiến tạo vào ngày 15 tháng 3 trước Cleveland Cavaliers, Lillard trở thành cầu thủ thứ ba trong lịch sử giải đấu có 1.500 điểm cộng và hơn 400 pha kiến tạo trong những mùa giải từ lúc bắt đầu. Vào ngày 20 tháng 3 trước Houston, chuỗi kỷ lục 52 trận ghi 3 điểm của Lillard đã kết thúc. Trong trận hạ màn mùa giải của Trail Blazers vào ngày 11 tháng 4, Lillard đã ghi 36 điểm và 10 pha kiến tạo trong chiến thắng 102–93 trước Utah Jazz. Chiến thắng giúp Trail Blazers trở thành hạt giống thứ ba trong vòng loại trực tiếp với thành tích 49–33. Lillard đã kết thúc mùa giải thường niên với vị trí thứ tư về điểm trung bình tại NBA (26,9) —Drexler là cầu thủ Blazer cuối cùng xếp hạng trong số năm cầu thủ ghi bàn tốt nhất giải đấu khi anh đứng thứ tư trong mùa giải 1991–92 (25,0). Trong mùa giải, anh được ghi danh vào Đội hình 1 của toàn NBA, trở thành cầu thủ thứ ba trong lịch sử giành được danh hiệu cầu thủ đội hình 1 toàn NBA, cùng với Clyde Drexler (1991–92) và Bill Walton (1977–78). Ngoài ra, anh còn đứng thứ 4 trong Cuộc đua MVP 2018, giành được 207.0 trong số 1010 điểm có thể đạt được.

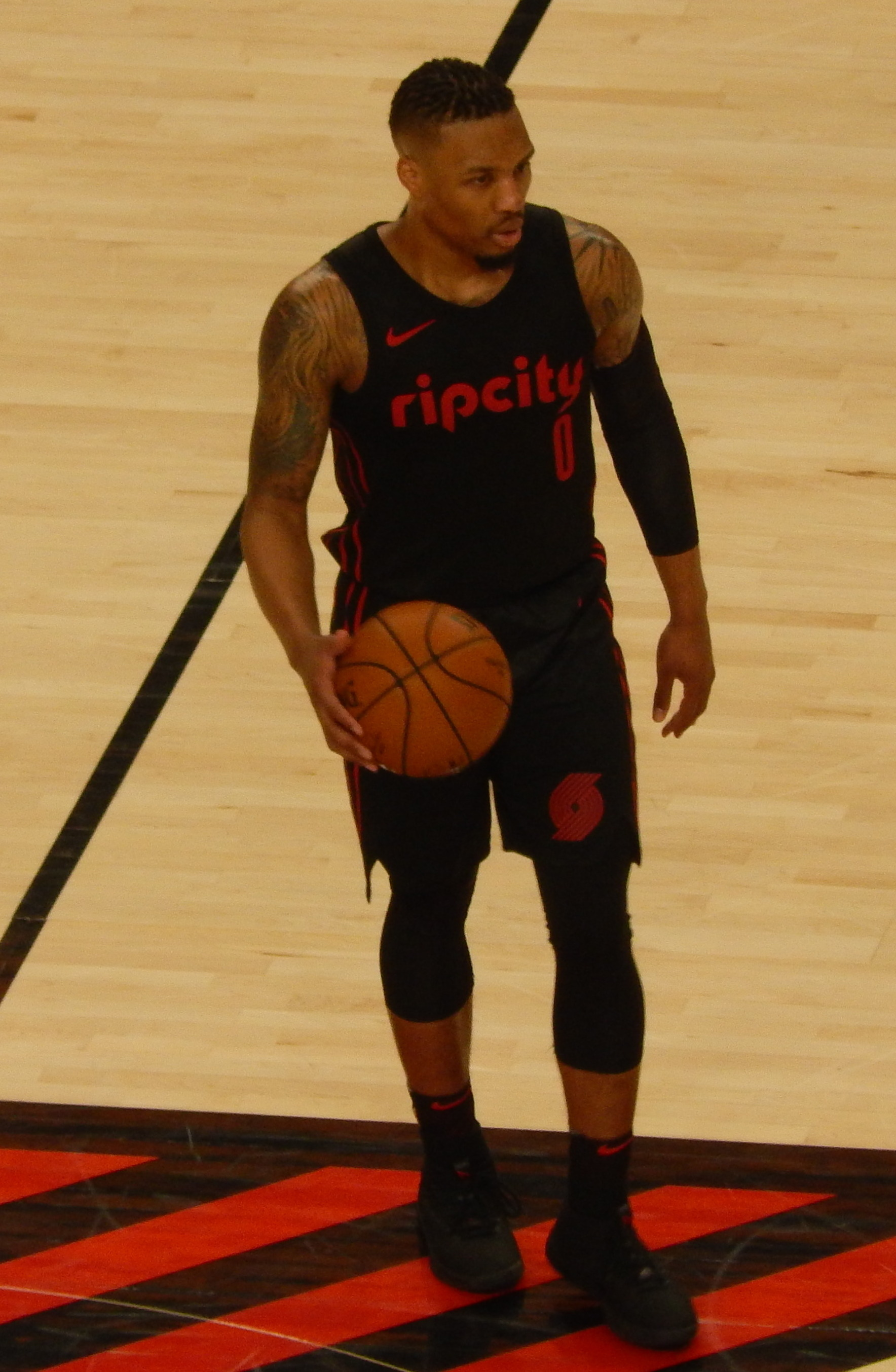
Lillard năm 2018

Trong ván 4 của loạt trận playoff vòng đầu tiên của Trail Blazers với Pelicans, Lillard ghi được 19 điểm trong trận thua 131–123. Trận thua khiến Portland bị loại khỏi vòng loại trực tiếp, vì họ thua loạt trận kéo dài bốn trận. Lillard chưa bao giờ ghi nhiều hơn 20 điểm trong chuỗi trận.

#### Mùa giải 2018–19: Chung kết miền Tây
Trong trận mở màn mùa giải của Trail Blazers vào ngày 18 tháng 10 năm 2018, Lillard đã ghi được 28 điểm - cao nhất trong trận đấu trong chiến thắng 128–119 trước Los Angeles Lakers. Vào ngày 25 tháng 10, anh đã ghi được 34 trong số 41 điểm của mình trong hiệp hai của chiến thắng 128–114 của Trail Blazers trước Orlando Magic. Vào ngày 27 tháng 10, anh ghi được 42 điểm trong trận thua 120–111 trước Miami Heat, khiến cột mốc 11.000 điểm của anh bị lu mờ. Vào ngày 16 tháng 11, anh đã có 5 pha kiến tạo vào lưới Minnesota Timberwolves để vượt qua Damon Stoudamire (3.018) đứng thứ 3 trong danh sách kiến tạo của đội. Hai ngày sau, anh ghi được 40 điểm trong chiến thắng 119–109 trước Washington Wizards. Vào ngày 28 tháng 11, anh ghi được 41 điểm và lập kỷ lục với 10 pha 3 điểm thành công trong chiến thắng 115-112 trước Magic. Bảy cú ném 3 của anh trong hiệp 3 là một kỷ lục trong một hiệp. Vào ngày 17 tháng 12, anh ghi 22 trong tổng số 39 điểm của mình trong hiệp thứ ba của chiến thắng 131–127 của Trail Blazers trước Los Angeles Clippers. Vào ngày 27 tháng 12, anh đã có 1 cú ném 3 thành công khi trận đấu chỉ còn lại 6,3 giây trong hiệp phụ và ghi được tổng cộng 21 điểm trong chiến thắng 110–109 trước Golden State Warriors. Hai ngày sau, anh ghi sáu cú 3 điểm và đạt tổng 40 điểm trong trận thua 115–105 trước Warriors. Đó là trận đấu thứ năm ghi được 40 điểm của anh trong mùa giải, đánh dấu một đỉnh cao trong sự nghiệp. Vào ngày 14 tháng 1, trong trận thua 115–107 trước Sacramento Kings, Lillard đã ghi được 35 điểm để trở thành cầu thủ nhanh nhất trong lịch sử Portland đạt 12.000 điểm trong sự nghiệp của mình. Ngoài ra, Lillard đã đạt được trong 184 trận, phá vỡ kỷ lục của Clyde Drexler. Với 24 điểm trước Phoenix Suns vào ngày 24 tháng 1, Lillard đạt 1.311 điểm trong mùa giải, nhiều nhất đối với bất kỳ cầu thủ Portland nào qua 50 trận đấu. Vào ngày 7 tháng 3, anh ghi được 51 điểm cao nhất mùa giải trong trận thua 129–121 trong hiệp phụ trước Oklahoma City Thunder. Vào ngày 15 tháng 3, anh ghi 24 điểm trong chiến thắng 122–110 trước New Orleans Pelicans, trở thành cầu thủ ghi điểm nhiều thứ hai trong lịch sử, vượt qua LaMarcus Aldridge (12.562) và chỉ xếp sau Drexler (18.040). Với 31 điểm và 12 pha kiến tạo trong chiến thắng trong hiệp phụ trước Brooklyn Nets vào ngày 25 tháng 3, Lillard đã ghi ít nhất 30 điểm và 10 pha kiến tạo trong trận đấu thứ 20 trong sự nghiệp của mình, vượt qua Drexler về số trận đấu như vậy và nhiều nhất trong lịch sử (19). Vào ngày 1 tháng 4, anh được vinh danh là Cầu thủ xuất sắc nhất trong tuần của miền Tây trong tuần kết thúc vào ngày 31 tháng 3, đánh dấu lần thứ bảy trong sự nghiệp đạt giải này và là tuần đầu tiên của mùa giải 2018–19. Vào tháng 4, anh trở thành cầu thủ Blazer đầu tiên có 2.000 điểm và 500 kiến tạo trong cùng một mùa giải, và là cầu thủ Blazer duy nhất ngoài Drexler đạt 2.000 điểm trong hai mùa giải với đội. Anh cũng đã vượt qua kỷ lục cá nhân của mình với 229 cú 3 điểm được thiết lập trong mùa giải 2015–16 và đạt con số 1.500 trong sự nghiệp của mình. Lillard đứng thứ 6 trong cuộc đua MVP 2019, nhận được 69 trên tổng số 1.010 điểm hiện có. Đây là lần thứ 3 trong 4 mùa giải anh lọt vào top 8 trong cuộc bình chọn MVP.
Vào ngày 23 tháng 4, Lillard có một cú 3 điểm buzzer beater cách rổ 37 feet (~11 mét), giành chiến thắng trong trận đấu và kết thúc với 50 điểm - cao nhất trong các trận playoff của anh để giúp Trail Blazers loại Thunder khỏi vòng loại trực tiếp trong năm trận với chiến thắng 118–115. anh đã có 10 cú 3 điểm, phá kỷ lục. Trong ván 1 của vòng hai, Lillard ghi được 39 điểm trong trận thua 121–113 trước Denver Nuggets. Trong ván 6, anh ghi 32 điểm trong chiến thắng 119–108, giúp Trail Blazers kết thúc loạt trận này trước Nuggets với tỷ số 3–3. Trong ván 7 quyết định, anh ghi được 13 điểm với tỉ lệ thành công 3/17 trong chiến thắng 100–96, đưa Trail Blazers tới Vòng chung kết miền Tây lần đầu tiên kể từ năm 2000. Trong ván 2 của trận chung kết, Lillard đã bị gãy xương sườn, nhưng vẫn nén đau tiếp tục thi đấu trong phần còn lại của loạt trận — một loạt trận mà Trail Blazers đã thua trong bốn trận trước Warriors.

#### Mùa giải 2019–20
On ngày 8 tháng 11 năm 2019, Lillard recorded a then career-high 60 points, though it came in a loss to the visiting Brooklyn Nets, 115–119. He would surpass that on ngày 20 tháng 1 năm 2020, by scoring 61 points to go along with 10 rebounds and 7 assists in a 129–124 overtime win versus the Golden State Warriors. From January 20 through February 1, Lillard had a six-game stretch of averaging 48.8 points per game; he also recorded his first career triple-double on January 29 by registering 36 points, 10 rebounds, and 11 assists in a 125–112 victory over the Houston Rockets. The historic scoring run earned him back-to-back Western Conference Player of the Week awards. On January 30, Lillard was selected to his fifth All-Star nod but was unable to participate due to a groin injury. He missed six games from February 21 to March 2. Lillard returned to play in the last four Blazers' games before the NBA hiatus due to the COVID-19 pandemic; during this span, he averaged 20.8 points, 3.8 rebounds, 6 assists, and 1.8 steals per contest while shooting 40 percent from the field, 41.2 percent on 3-pointers, and 87.5 percent at the free-throw line. On ngày 30 tháng 6 năm 2020, Lillard was selected to be the cover athlete for NBA 2K21. In Portland's fourth game in the Orlando bubble, upon returning from the four-month hiatus, Lillard recorded 45 points and 12 assists in a 125–115 win over the Denver Nuggets on August 6. Three days later, he would follow that up with a 51-point, 7-assist performance to lead the Trail Blazers to 124–121 victory over the Philadelphia 76ers. On August 11, Lillard erupted for 61 points, tying a career high, and 8 assists en route to a 134–131 win over the Dallas Mavericks. This was his third 60-point outing of the season, joining Wilt Chamberlain as the only two players in league history to have such games three times in a single season.
Vào ngày 8 tháng 11 năm 2019, Lillard đã ghi được 60 điểm - đỉnh cao trong sự nghiệp khi đó, mặc dù thua Brooklyn Nets tại sân nhà với tỉ số 115–119. anh vượt qua điều đó vào ngày 20 tháng 1 năm 2020, bằng cách ghi 61 điểm cùng với 10 rebound và 7 kiến tạo trong chiến thắng 129–124 trong hiệp phụ trước Golden State Warriors. Từ ngày 20 tháng 1 đến ngày 1 tháng 2, Lillard đã trải qua sáu trận đấu với trung bình 48,8 điểm mỗi trận; anh cũng ghi được cú triple-double đầu tiên trong sự nghiệp vào ngày 29 tháng 1 bằng cách ghi 36 điểm, 10 rebounds và 11 kiến tạo trong chiến thắng 125–112 trước Houston Rockets. Thành tích ghi điểm lịch sử đã mang về cho anh giải thưởng Cầu thủ xuất sắc nhất miền Tây. Vào ngày 30 tháng 1, Lillard được chọn vào đội hình All-Star lần thứ 5 của mình nhưng không thể tham gia do chấn thương háng. Anh đã bỏ lỡ sáu trận đấu từ ngày 21 tháng 2 đến ngày 2 tháng 3. Lillard trở lại chơi trong bốn trận đấu cuối cùng của Blazers trước khi NBA gián đoạn do đại dịch COVID-19; Trong khoảng thời gian này, anh ghi trung bình 20,8 điểm, 3,8 rebounds, 6 hỗ trợ và 1,8 cướp bóng mỗi trận trong khi đạt tỉ lệ ném 40%, 41,2% khi ném 3 và 87,5% ở vạch ném phạt. Vào ngày 30 tháng 6 năm 2020, Lillard được chọn trở thành vận động viên trang bìa cho NBA 2K21. Trong trận đấu thứ tư của Portland tại giải bong bóng Orlando, khi trở lại sau bốn tháng gián đoạn, Lillard đã ghi 45 điểm và 12 pha kiến tạo trong chiến thắng 125–115 trước Denver Nuggets vào ngày 6 tháng 8. Ba ngày sau, anh tiếp tục điều đó với một 51 điểm, 7 pha kiến tạo để dẫn dắt Trail Blazers đến chiến thắng 124–121 trước Philadelphia 76ers. Vào ngày 11 tháng 8, Lillard ghi được 61 điểm, đánh dấu đỉnh cao trong sự nghiệp và 8 pha kiến tạo trên đường giành chiến thắng 134-131 trước Dallas Mavericks. Đây là trận ra quân thứ ba trong mùa giải với 60 điểm của anh, cùng với Wilt Chamberlain trở thành hai cầu thủ duy nhất trong lịch sử giải đấu có được những trận đấu như vậy ba lần trong một mùa giải.

#### Mùa giải 2020–21 - Đạt giải "Người đồng đội của năm"
Vào ngày 30 tháng 1 năm 2021, Lillard đã ghi được 44 điểm - cao nhất mùa giải, với 1 pha buzzer beater, trong chiến thắng 123–122 trước Chicago Bulls. Vào ngày 17 tháng 2 năm 2021, Lillard ghi được 43 điểm và có 16 pha kiến tạo trong chiến thắng trước New Orleans Pelicans. Anh trở thành một trong 12 cầu thủ duy nhất trong lịch sử NBA có 40 điểm và 15 pha kiến tạo trong một trận đấu. Lillard đứng thứ 7 trong cuộc đua giành giải MVP năm 2021, nhận được 38 điểm trong tổng số 1.010 điểm. Đây là lần thứ 5 trong 6 mùa giải anh xếp hạng trong top 8 ứng viên giành giải MVP.
Trong Game 5 của vòng 1 mùa giải playoff 2021, đối đầu với Denver Nuggets, Lillard đã lập kỷ lục sự nghiệp trong playoff với 55 điểm, trong đó có 12 pha ném ba thành công, cùng với 10 pha kiến tạo. Lillard đã có những cú ném 3 điểm gỡ hòa ở cuối hiệp thi đấu chính thức cũng như cuối hiệp phụ đầu tiên để giup cho Portland gỡ hòa; tuy nhiên, Nuggets đã lội ngược dòng giành chiến thắng 147–140 trong hiệp phụ thứ 2 và dẫn 3–2 ở loạt đấu. Ở tGame 6, anh ghi được 29 điểm và 13 kiến tạo, nhưng Blazers vẫn thua Denver 126–115, Portland tiếp tục bị loại ở Vòng 1 lần thứ tư trong 5 năm.
Mùa giải 2021–22 - Chấn thương và không tham gia play-off
Ngày 20 tháng 11 năm 2021, Lillard ghi được 39 điểm cao nhất mùa giải, cùng với 7 kiến tạo và 3 pha block, trong trận thắng 118–111 trước Philadelphia 76ers. Ngày 13 tháng 1 năm 2022, anh phải phẫu thuật vì chấn thương bụng và bị không thể thi đấu trong vòng 6–8 tuần.
Ngày 10 tháng 2, giám đốc điều hành tạm thời của Blazers, Joe Cronin, cho biết Lillard "rất có thể" sẽ không còn thi đấu trong mùa giải 2021–22. Ngày 21 tháng 3, Lillard chính thức bị loại khỏi phần còn lại của mùa giải. Đây là lần đầu tiên kể từ mùa giải tân binh của Lillard mà Portland không thể tham gia playoff, kết thúc mùa giải với kết quả 27–55.
Mùa giải 2022–23: Trở lại và kỷ lục cá nhân về điểm số
Sau khi vắng mặt trong 47 trận cuối mùa giải trước do chấn thương, Lillard đã ghi 41 điểm trong hai trận đầu tiên của mùa giải mới, giúp đội Portland Trail Blazers có thành tích 3–0. Lillard trở thành một trong 8 cầu thủ ghi được ít nhất 40 điểm 2 lần trong 2 trận đầu tiên của đội mình, danh sách này bao gồm Wilt Chamberlain (ba lần) và Michael Jordan (ba lần). Trong trận khai mạc mùa giải tại Sacramento, Lillard đã vươn lên đứng thứ 10 trong danh sách cầu thủ có số lần ba ném thành công nhiều nhất mọi thời đại. Vì những màn trình diễn của mình, anh được bầu là Cầu thủ của Tuần của NBA Western Conference lần thứ 14 trong sự nghiệp. 14 giải thưởng Cầu thủ của Tuần của anh là nhiều nhất trong lịch sử Trail Blazers. Ngày 19 tháng 12, Lillard ghi được 28 điểm trong trận thua 123–121 trước Oklahoma City Thunder và vượt qua Clyde Drexler (18.040) để trở thành người ghi điểm dẫn đầu trong lịch sử đội.
Ngày 12 tháng 1 năm 2023, Lillard đạt kỷ lục sự nghiệp của mình trong mùa giải 2022-23 với 50 điểm trong trận thua 119–113 trước Cleveland Cavaliers. Đó là trận thứ 15 trong sự nghiệp anh ghi được 50 điểm trở lên. Anh cùng James Harden và Stephen Curry là những cầu thủ duy nhất trong 10 mùa gần đây có 10 trận đấu trở lên với ít nhất 50 điểm. Vào ngày 23 tháng 1, Lillard đạt được pha ném ba thứ 2.283 trong sự nghiệp, vượt qua Jason Terry để đứng thứ 7 trong danh sách cầu thủ có nhiều pha ném ba nhất mọi thời đại NBA trong trận Blazers thắng San Antonio Spurs 147–127. Trong trận đấu tiếp theo vào ngày 25 tháng 1, Lillard đã ghi kỷ lục cá nhân mùa giải với 60 điểm, gồm 9 pha ném ba thành công, cùng với 7 rebound, 8 kiến tạo và 3 lần cướp bóng trong chiến thắng 134–124 trước Utah Jazz. Anh trở thành cầu thủ thứ năm trong lịch sử NBA ghi được 60+ điểm 4+ lần trong mùa giải thường niên, cùng với Wilt Chamberlain (32 lần), Kobe Bryant (6 lần), James Harden (4 lần) và Michael Jordan (4 lần). Lillard cũng là người đầu tiên trong lịch sử NBA có ít nhất ba trận đấu với 60 điểm, 5 rebound và 5 kiến tạo, và anh đã có tỷ lệ ném thành công cao nhất trong một trận đấu với 60 điểm (.898). Ngoài ra, anh đã ghi được pha ném ba thứ 2.291 trong sự nghiệp, vượt qua Vince Carter để đứng thứ 6 trong danh sách cầu thủ có nhiều pha ném ba nhất mọi thời đại. Ngày 2 tháng 2, Lillard có trận triple-double thứ hai trong sự nghiệp với 33 điểm, 10 rebound và 11 kiến tạo trong trận thắng 125–122 trước đội đương kim vô địch Golden State Warriors. Ngày 18 tháng 2, Lillard đã giành chiến thắng trong cuộc thi ném ba. Một ngày sau đó, anh ghi pha ném ba quyết định trong trận All-Star Game 2023, giúp Team Giannis có chiến thắng duy nhất của họ trước Team LeBron. Ngày 26 tháng 2, Lillard đã thiết lập kỷ lục cá nhân và của đội với 71 điểm, kèm theo 13 pha ném ba thành công, 6 rebound và 6 kiến tạo trong chiến thắng 131–114 trước Houston Rockets. Anh trở thành cầu thủ thứ tám trong lịch sử NBA ghi được 70 điểm trở lên trong một trận đấu. Anh cũng đã có 15 trận ghi 50 điểm trở lên, đứng thứ sáu trong lịch sử NBA. Với nỗ lực này, Lillard trở thành người đầu tiên trong lịch sử NBA ghi hơn 70 điểm trong dưới 40 phút và là người duy nhất có tuổi trên 30, cũng như là người đầu tiên có 70 điểm với ít nhất 10 pha ném ba.

### Milwaukee Bucks (2023–hiện tại)
Ngày 27 tháng 9 năm 2023, Lillard đã được trao đổi đến đội Milwaukee Bucks như một phần của thỏa thuận giữa ba đội, trong đó Jrue Holiday, Deandre Ayton, Toumani Camara và một pick vòng 1 năm 2029 đã được gửi đến Blazers, và Grayson Allen, Jusuf Nurkić, Nassir Little và Keon Johnson đã được gửi đến Phoenix Suns. Blazers cũng nhận được quyền hoán đổi pick vòng 1 với Milwaukee vào năm 2028 và 2030. Lillard đã có trận ra mắt cho Bucks vào ngày 26 tháng 10 năm 2023, ghi được 39 điểm, thiết lập kỷ lục đội với một trận ra mắt, và có 8 rebound trong chiến thắng 118–117 ở trận mở mùa giải trước Philadelphia 76ers. Ngày 17 tháng 12, Lillard đã ghi 39 điểm, 11 kiến tạo, 5 rebound và 3 lần cướp bóng trong chiến thắng 128–119 trước Houston Rockets.

## Thống kê sự nghiệp

### NBA

#### Mùa thường niên
| Năm      | Đội      | GP  | GS  | MPG   | FG%  | 3P%  | FT%   | RPG | APG | SPG | BPG | PPG  |
| -------- | -------- | --- | --- | ----- | ---- | ---- | ----- | --- | --- | --- | --- | ---- |
| 2012–13  | Portland | 82  | 82  | 38.6  | .429 | .368 | .844  | 3.1 | 6.5 | .9  | .2  | 19.0 |
| 2013–14  | Portland | 82  | 82  | 35.8  | .424 | .394 | .871  | 3.5 | 5.6 | .8  | .3  | 20.7 |
| 2014–15  | Portland | 82  | 82  | 35.7  | .434 | .343 | .864  | 4.6 | 6.2 | 1.2 | .3  | 21.0 |
| 2015–16  | Portland | 75  | 75  | 35.7  | .419 | .375 | .892  | 4.0 | 6.8 | .9  | .4  | 25.1 |
| 2016–17  | Portland | 75  | 75  | 35.9  | .444 | .370 | .895  | 4.9 | 5.9 | .9  | .3  | 27.0 |
| 2017–18  | Portland | 73  | 73  | 36.6  | .439 | .361 | .916  | 4.5 | 6.6 | 1.1 | .4  | 26.9 |
| 2018–19  | Portland | 80  | 80  | 35.5  | .444 | .369 | .912  | 4.6 | 6.9 | 1.1 | .4  | 25.8 |
| 2019–20  | Portland | 66  | 66  | 37.5* | .463 | .401 | .888  | 4.3 | 8.0 | 1.1 | .3  | 30.0 |
| 2020–21  | Portland | 67  | 67  | 35.8  | .451 | .391 | .928  | 4.2 | 7.5 | .9  | .3  | 28.8 |
| Career   | Career   | 682 | 682 | 36.3  | .439 | .375 | .893  | 4.2 | 6.6 | 1.0 | .3  | 24.7 |
| All-Star | All-Star | 5   | 0   | 18.4  | .465 | .411 | 1.000 | 2.8 | 2.0 | .6  | .0  | 18.2 |

#### Vòng loại trực tiếp
| Năm    | Đội      | GP | GS | MPG  | FG%  | 3P%  | FT%  | RPG | APG | SPG | BPG | PPG  |
| ------ | -------- | -- | -- | ---- | ---- | ---- | ---- | --- | --- | --- | --- | ---- |
| 2014   | Portland | 11 | 11 | 42.4 | .439 | .386 | .894 | 5.1 | 6.5 | 1.0 | .1  | 22.9 |
| 2015   | Portland | 5  | 5  | 40.2 | .406 | .161 | .781 | 4.0 | 4.6 | .4  | .6  | 21.6 |
| 2016   | Portland | 11 | 11 | 39.7 | .368 | .393 | .910 | 4.3 | 6.3 | 1.3 | .3  | 26.5 |
| 2017   | Portland | 4  | 4  | 37.8 | .433 | .281 | .960 | 4.5 | 3.3 | 1.3 | .5  | 27.8 |
| 2018   | Portland | 4  | 4  | 40.5 | .352 | .300 | .882 | 4.5 | 4.8 | 1.3 | .0  | 18.5 |
| 2019   | Portland | 16 | 16 | 40.6 | .418 | .373 | .833 | 4.8 | 6.6 | 1.7 | .3  | 26.9 |
| 2020   | Portland | 4  | 4  | 35.8 | .406 | .394 | .970 | 3.5 | 4.3 | .5  | .3  | 24.3 |
| Career | Career   | 55 | 55 | 40.2 | .406 | .356 | .879 | 4.5 | 5.8 | 1.2 | .3  | 24.8 |

### Đại học
| Năm     | Đội         | GP  | GS | MPG  | FG%  | 3P%  | FT%  | RPG | APG | SPG | BPG | PPG  |
| ------- | ----------- | --- | -- | ---- | ---- | ---- | ---- | --- | --- | --- | --- | ---- |
| 2008–09 | Weber State | 31  | 26 | 29.4 | .434 | .374 | .841 | 3.9 | 2.9 | 1.1 | .2  | 11.5 |
| 2009–10 | Weber State | 31  | 31 | 34.3 | .431 | .393 | .853 | 4.0 | 3.6 | 1.1 | .1  | 19.9 |
| 2010–11 | Weber State | 10  | 9  | 28.5 | .438 | .345 | .857 | 3.8 | 3.3 | 1.4 | .2  | 17.7 |
| 2011–12 | Weber State | 32  | 32 | 34.5 | .467 | .409 | .887 | 5.0 | 4.0 | 1.5 | .2  | 24.5 |
| Career  | Career      | 104 | 98 | 32.3 | .446 | .390 | .867 | 4.3 | 3.5 | 1.2 | .2  | 18.6 |

## Giải thưởng và tôn vinh
NBA
- 6× NBA All-Star (2014, 2015, 2018, 2019, 2020, 2021)
- All-NBA First Team (2018)
- 3× All-NBA Second Team (2016, 2019, 2020)
- All-NBA Third Team (2014)
- NBA Bubble Most Valuable Player (2020)
- NBA Rookie of the Year (2013)
- NBA All-Rookie First Team (2013)
- NBA Rising Star (2012, 2013)
- 2× NBA Skills Challenge champion (2013, 2014)
- Cầu thủ NBA đầu tiên tham gia đủ 5 sự kiện tại tuần lễ All-Star (2014: Rising Stars Challenge: Dunk Contest, 3-point Contest, Skills Challenge winner, All Star Game)

Đại học
- AP third-team All-American (2012)
- NABC third-team All-American (2012)
- 2× Big Sky Conference Player of the Year (2010, 2012)
- 3× First-team All-Big Sky (2009, 2010, 2012)
- 2× Big Sky All-Tournament Team (2010, 2012)
- Big Sky Freshman of the Year (2009)
- No. 1 retired by Weber State

## Cuộc sống cá nhân

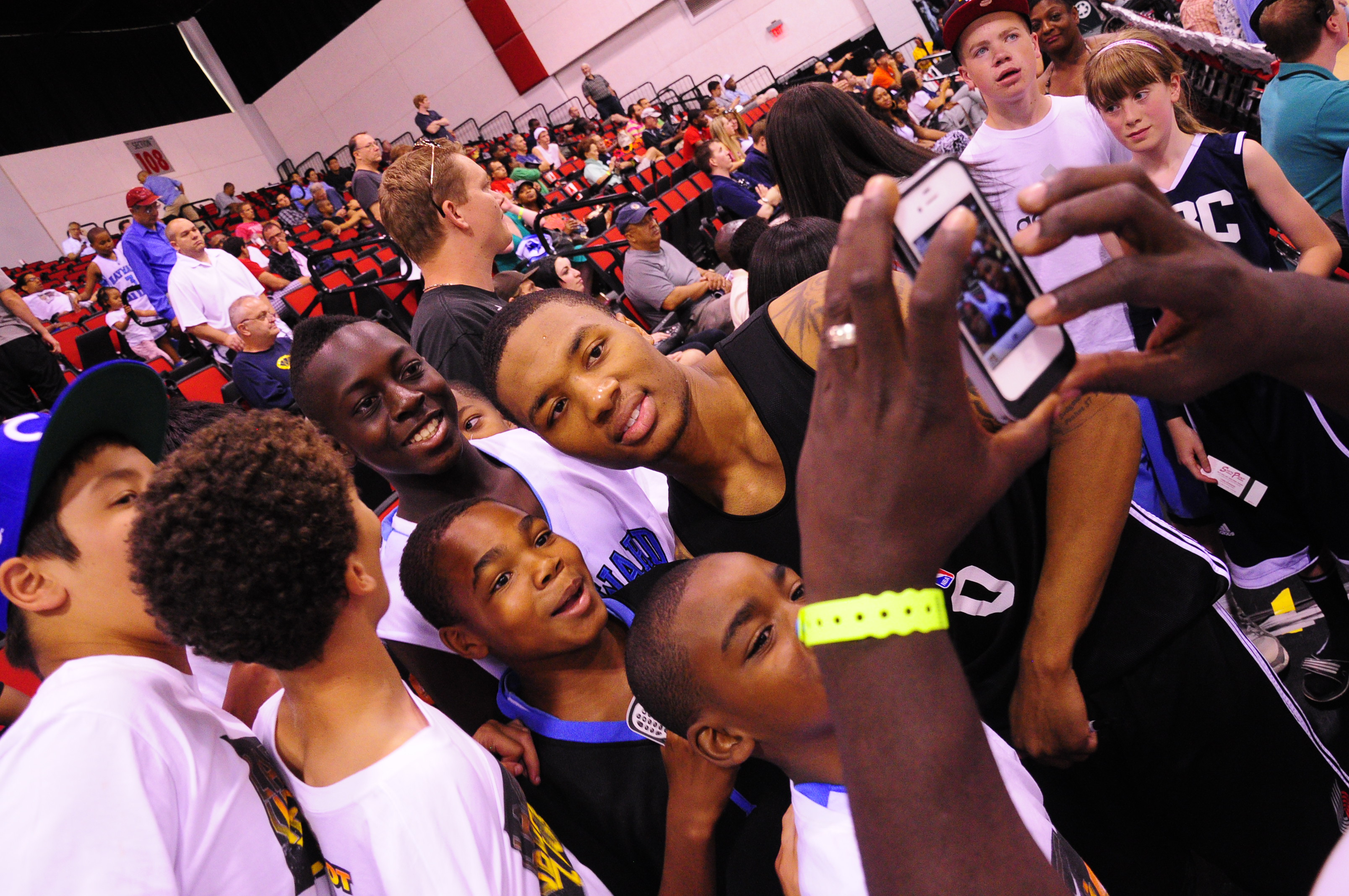
Lillard chụp ảnh cùng fan hâm mộ tháng 7 năm 2012

Lillard mặc áo số 0, đại diện cho chữ 'O' và hành trình của anh ấy trong cuộc đời; từ Oakland, đến Ogden, và bây giờ là Oregon. Lillard theo đạo Cơ đốc; anh ấy có một câu thánh thư trên cánh tay trái của mình trong Thi thiên 37: 1-3. Anh ấy đã hoàn thành có bằng đại học ngành Professional Sales tại Đại học Bang Weber vào tháng 5 năm 2015. Em gái của Lillard, LaNae, theo học tại trường trung học Lakeridge. Em trai của anh là Houston, người đã giành được học bổng bóng đá cho Tiểu bang Đông Nam Missouri sau khi chơi bóng ở cấp độ đại học tại Laney College, là tiền vệ của Liên đoàn bóng đá trong nhà.
Trong mùa giải 2020-21, anh ấy trở thành đồng đội của người em họ của mình, Keljin Blevins.
Vào ngày 29 tháng 3 năm 2018, Lillard có con đầu lòng, một cậu con trai tên là Damian Jr. Họ sống ở ngoại ô Portland giàu có của West Linn. Lillard đã thành lập Chương trình RESPECT để giúp học sinh trung học ở khu vực tàu điện ngầm Portland tốt nghiệp.
Năm 2012, Lillard ký hợp đồng tài trợ nhiều năm với Adidas. Vào năm 2014, Lillard đã đàm phán một hợp đồng mới với Adidas có khả năng trị giá 100 triệu đô la trong 10 năm. Lillard có một dòng giày đặc trưng của Adidas, "Adidas Dame". Năm 2017, Lillard đã ký hợp đồng tài trợ với Powerade, một công ty con của Công ty Coca-Cola. Lillard cũng có các giao dịch chứng thực với Spalding, Panini, Foot Locker, JBL, Biofreeze và Moda Health. Vào năm 2019, Lillard cũng đã trở thành một trong số các cầu thủ NBA ký hợp đồng với Hulu để quảng bá chiến dịch mới của dịch vụ phát trực tuyến về việc thêm các môn thể thao trực tiếp vào tiết mục của họ.
Lillard đã làm sống lại cuộc dã ngoại Never Worry ở Công viên Brookfield sau mùa giải tân binh nổi bật của anh ấy vào năm 2013. Sự kiện East Oakland đã bị dừng lại khi anh ấy 12 tuổi.
Vào năm 2020, Lillard, cùng với người bạn lâu năm và đối tác kinh doanh Brian Sanders, trở thành đồng sở hữu của một đại lý Toyota, hiện được gọi là Damian Lillard Toyota, ở McMinnville, Oregon.
Vào tháng 1 năm 2021, Lillard có đứa con thứ hai và thứ ba sau khi vị hôn thê Kay'La Hanson sinh đôi, một con gái tên Kali và một con trai tên Kalii.

## Sự nghiệp âm nhạc
Lillard là một nghệ sĩ hip-hop và rapper có tên Dame D.O.L.L.A., viết tắt của Different On Levels the Lord Allows. Anh ban đầu đọc rap chủ yếu để dạo chơi trong xe hơi của người anh họ Eugene "Baby" Vasquez, người chuyển đến Oakland từ Thành phố New York vào đầu những năm 1990. Một ảnh hưởng lớn khác đến phần rap của Lillard là anh họ Brookfield Duece, người đã có một số thành công trong làng rap Oakland.
Anh cũng bắt đầu một xu hướng truyền thông xã hội có tên là "Four Bar Friday", trong đó anh ấy và bất kỳ ai chọn tham gia, gửi một video về bản thân mình đọc rap một câu nhỏ trên Instagram vào mỗi thứ Sáu hàng tuần với hashtag # 4BarFriday. Vào tháng 7 năm 2015, anh đã phát hành đĩa đơn dài đầu tiên của mình, "Soldier in the Game", thông qua trang web phát nhạc trực tuyến SoundCloud. Vào ngày 21 tháng 10 năm 2016, Lillard phát hành album đầu tay The Letter O. Vào ngày 6 tháng 10 năm 2017, Lillard phát hành album thứ hai của mình là Conf Confirm. Lillard đã phát hành album thứ ba của mình, Big D.O.L.L.A. vào ngày 9 tháng 8 năm 2019, với sự tham gia của các khách mời Lil Wayne, Mozzy và Jeremih. Hiện anh có hãng thu âm của riêng mình, Front Page Music, bao gồm cả Brookfield Duece trong danh sách của mình. Đĩa đơn ngoài album của Lillard "Kobe", được phát hành vào tháng 9 năm 2020 và có sự góp mặt của Snoop Dogg và Derrick Milano, là một phần của nhạc phim cho NBA 2K21.

## Đĩa hát

### Album phòng thu
| Title          | Album details                                                                              | Peak chart positions | Peak chart positions | Peak chart positions |
| Title          | Album details                                                                              | US                   | US Indie             | US R&B/HH            |
| -------------- | ------------------------------------------------------------------------------------------ | -------------------- | -------------------- | -------------------- |
| The Letter O   | - Released: ngày 21 tháng 10 năm 2016 - Label: Front Page Music - Format: Digital download | 119                  | 13                   | 7                    |
| Confirmed      | - Released: ngày 6 tháng 10 năm 2017 - Label: Front Page Music - Format: Digital download  | —                    | 18                   | —                    |
| Big D.O.L.L.A. | - Released: ngày 9 tháng 8 năm 2019 - Label: Front Page Music - Format: Digital download   | —                    | 12                   | —                    |

### Đĩa đơn

#### As lead artist
| Title                                            | Year | Album             |
| ------------------------------------------------ | ---- | ----------------- |
| "Bigger Than Us" (featuring Paul Rey)            | 2015 | Non-album single  |
| "Run It Up" (featuring Lil Wayne)                | 2017 | Confirmed         |
| "Shot Clock" (featuring Dupre)                   | 2017 | Non-album singles |
| "Bossed Up"                                      | 2017 | Non-album singles |
| "Reign Reign Go Away"                            | 2019 | Non-album singles |
| "Blacklist"                                      | 2020 | Non-album singles |
| "Goat Spirit" (featuring Raphael Saadiq)         | 2020 | Non-album singles |
| "Home Team" (featuring Dreebo)                   | 2020 | Non-album singles |
| "Kobe" (featuring Snoop Dogg and Derrick Milano) | 2020 | Non-album singles |

#### As featured artist
| Title                                                                      | Year | Album            |
| -------------------------------------------------------------------------- | ---- | ---------------- |
| "I Wish I Could Tell You" (Brookfield Duece featuring Dame D.O.L.L.A.)     | 2015 | Non-album single |
| "The Thesis" (Wynne featuring Vursatyl, Illmac, KayelaJ & Dame D.O.L.L.A.) | 2019 | If I May...      |
| "Tappin Out" (Cool Nutz featuring Dame D.O.L.L.A. & Drae Steves)           | 2020 | Father of Max    |
| "We The Future" (Miles Brown featuring Dame D.O.L.L.A.)                    | 2020 | Non-album single |